# 菜瓜布

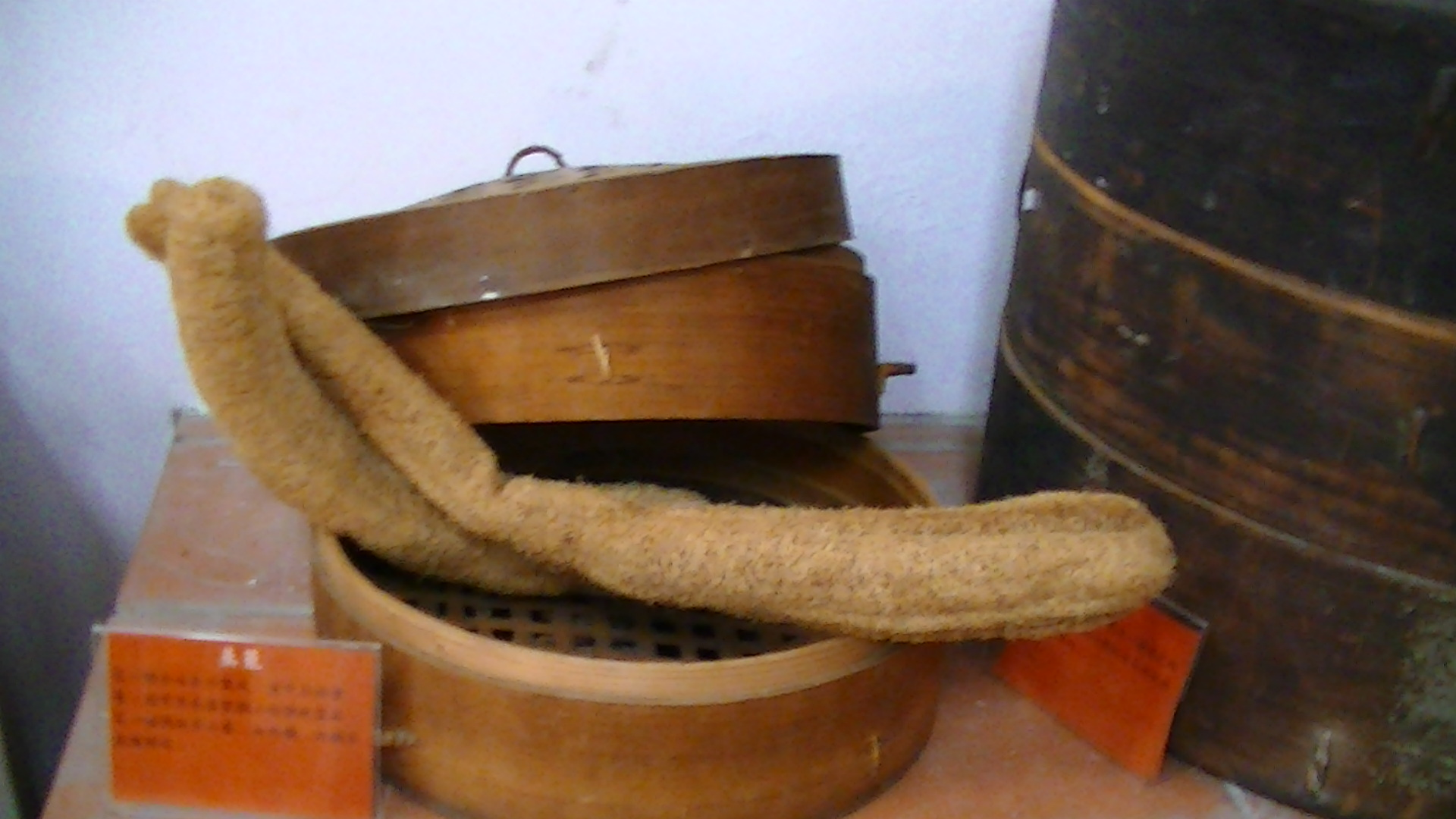
台灣民俗文物館內灶頭展示的蒸籠和菜瓜布

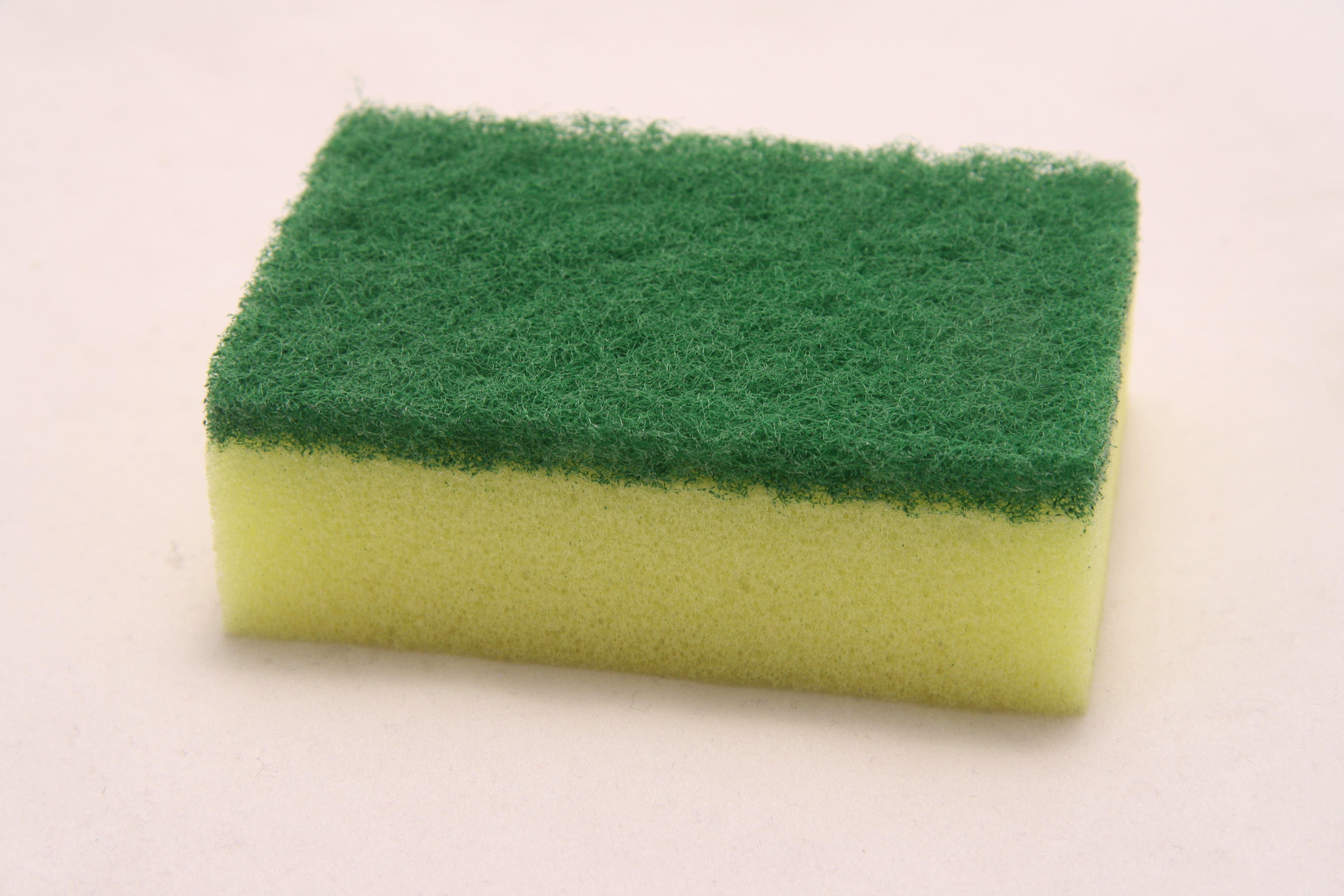
塑化製的海綿菜瓜布

菜瓜布，或稱絲瓜布，是由絲瓜過熟後，纖維膨脹後形成。過熟的絲瓜又稱絲瓜絡，現今常見的海綿菜瓜布，一面是海綿，一面則有添加金剛砂增加硬度。常利用於清洗餐具。

## 用途
若在絲瓜過熟不久後製作，質地較輕柔，用做清潔肌膚，可以去除角質；反之，在絲瓜過熟到整顆呈現乾癟狀，此時質地較硬，製作成的菜瓜布多用作清潔餐具。

## 製作
製作菜瓜布需用過熟的絲瓜，在棚架上長至咖啡色後採收。將絲瓜的皮與裡面的肉分離，把果肉拿去浸水搓揉，讓果肉與纖維分開。曬乾後敲打可把絲瓜籽取出，剩下的即是菜瓜布。

## 衛生問題
使用過的菜瓜布，如果沒有立即晾乾，容易滋生細菌。當拿著充滿細菌的菜瓜布清洗身體時，如果身上有傷口，可能會導致感染葡萄球菌。
因菜瓜布常處於潮濕的情形，建議每4－6週更換一次。